# Seeschlacht bei Livorno
Dover – Plymouth – Elba – Kentish Knock – Dungeness – Portland – Livorno – Gabbard – Scheveningen
In der Seeschlacht bei Livorno im Ersten Englisch-Niederländischen Krieg trafen am 14. März 1653 (4. März nach dem damals in England gebräuchlichen Julianischen Kalender) Schiffe der Vereinigten Provinzen der Niederlande vor Livorno (Italien) auf Schiffe des Commonwealth von England. In England wird sie Schlacht bei Leghorn genannt, nach dem englischen Namen von Livorno.

## Verlauf
Die Niederländer unter Johan van Galen blockierten mit 16 Schiffen ein englisches Geschwader mit sechs Schiffen unter Henry Appleton in Livorno, während ein zweites englisches Geschwader mit acht Schiffen unter Richard Badiley vor Elba lag. Die einzige Hoffnung der Engländer war, ihre Kräfte zu vereinen. Doch Appleton segelte zu früh los, so dass Badiley ihm nicht zu Hilfe kommen konnte. Drei seiner Schiffe wurden erobert, zwei versenkt und nur die Mary, die schneller als die Niederländer segelte, konnte entkommen und Badileys Geschwader erreichen.

## Folgen
Die Niederländer kontrollierten nun das Mittelmeer. Van Galen wurde tödlich verwundet und starb am 23. März. Einer der niederländischen Kapitäne war der Sohn des berühmten Maarten Tromp, Cornelis Tromp, der später selbst ein erfolgreicher Admiral werden sollte.